# Nana-Buluku

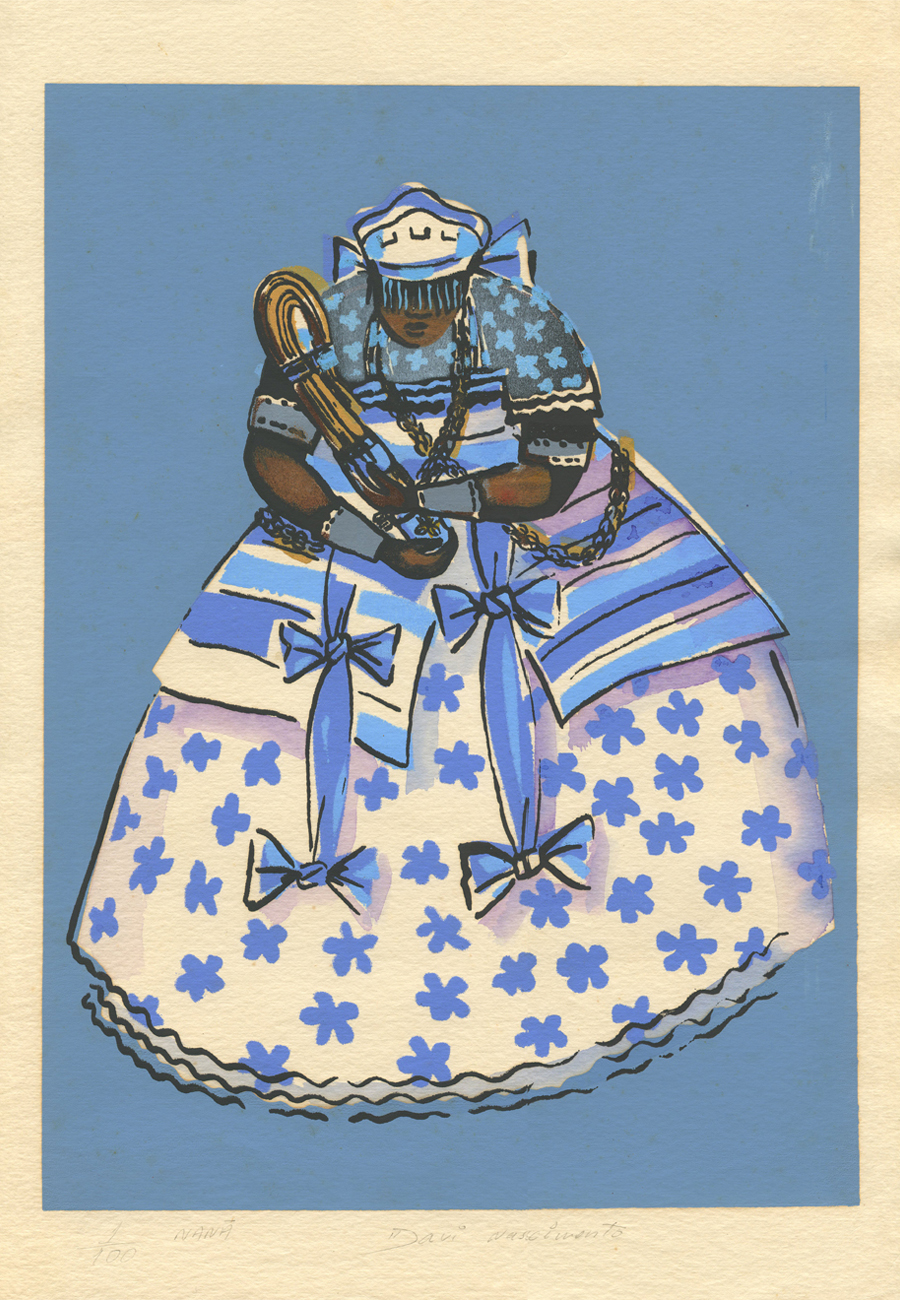

Nana-Bukulu är i mytologin hos Beninfolket i Afrika en kvinnlig ande från den ursprungliga skapelsen. 
Nana-Bukulu har ingen egen kult men omnämns som den som skapade det första människoparet.